# قازانچیان
قازانچیان (زبان ارمنی: Ղազանչյան), یکی از نام‌های خانوادگی رایج در میان ارمنیان می‌باشد.
- یرواند قازانچیان
- وارطان قازانچیان
- تیگران قازانچیان
- گاگیک غازانچیان